# Ноглики

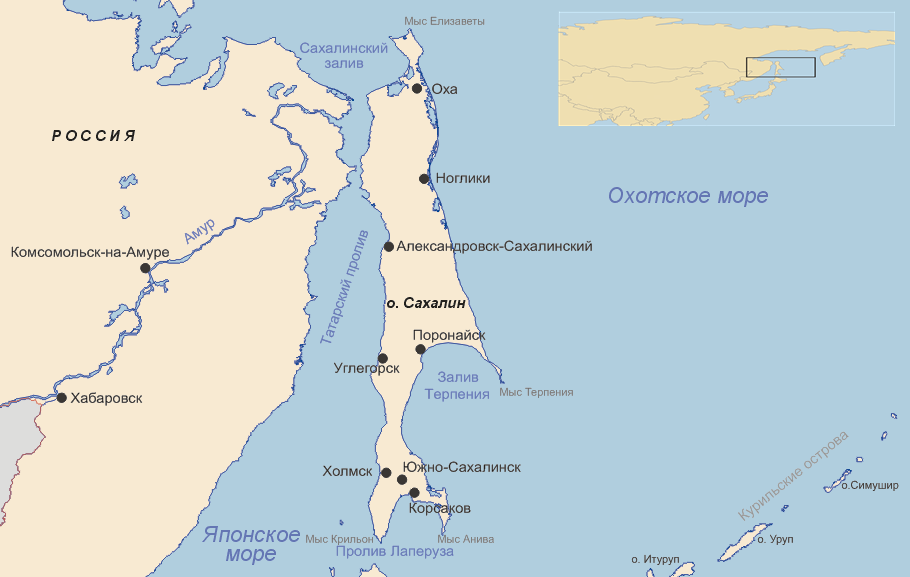
Остров Сахалин

Но́глики — посёлок городского типа, административный центр муниципального образования «Городской округ Ногликский» Сахалинской области России.
Население — 10 518 чел. (2023).
Расположен на северо-востоке острова Сахалин, на правом берегу реки Тыми, в 9 км от её впадения в Ныйский залив Охотского моря. Железнодорожная станция, аэропорт.
В посёлке преобладает малоэтажная застройка ввиду повышенной сейсмической активности.

## История
Одни считают, что это этноним, обязанный своим происхождением самоназванию одного из родов сахалинских нивхов «Ноглан», и отсюда выводится историческое название их стойбища — «Ноглво», или в русифицированном варианте «Ноглики». Другие полагают, что в своей первооснове это гидроним, и связывают появление названия населённого пункта с небольшой рекой Ноглики — правым притоком реки Имчин, впадающим, в свою очередь, в реку Тымь в её самом нижнем течении. В современном произношении эти наименования, безусловно, являются искажением первоначальных, ибо нивхи называли речку Ноглы-нги, а их стойбище, располагавшееся некогда на месте теперешнего районного центра, именовалось Ногл-во. Название же реки связано с многочисленными поверхностными нефтепроявлениями в её бассейне и означает «пахнущая река»; от слов «ногла» — пахуч и «и» — река.
Японская оккупация Северного Сахалина продолжалась с 21 апреля 1920 года по 15 мая 1925 года.
В годы Второй Мировой войны, ногликские нефтяники оказали большую помощь фронту в нефти. На топливе держалась вся армия. Девиз нефтяников севера Сахалина в том числе и Ногликских: «больше нефти для наших танков, самолётов, кораблей!».
Статус посёлка городского типа — с 1960 года.
Летом 1998 года, на территории нескольких северных районов Сахалинской области, в том числе и в Ногликском, полыхали сильные пожары. Огонь подошёл вплотную к посёлку и грозил ему реальным уничтожением. Готовилась эвакуация населения посёлка, создавались добровольные пожарные отряды. Над Ногликами несколько недель стоял плотный смог, но с каждым днём пожарные отбивали огонь от посёлка всё дальше и дальше в глубь леса. Осадков уже не было очень давно. Наконец, спустя несколько месяцев пошёл дождь, который снял большую часть огня над лесом вокруг посёлка.
В 2009 году в посёлке были построены здания центральной районной больницы и самого дорогого и большого спортивного комплекса на Сахалине — «Арена».

## Внутреннее деление
- Центральный район
- Район Колхоз-Восток
- Район УЖД
- Район СМП
- Район 12 квартал
- Район «Новостройка»
- Район 15 квартал

## Население
| 1939    | 1959    | 1970    | 1979  | 1989    | 2002    | 2009    | 2010    | 2011    |
| ------- | ------- | ------- | ----- | ------- | ------- | ------- | ------- | ------- |
| 1237    | ↗2197   | ↗5213   | ↗7130 | ↗11 546 | ↘10 729 | ↗10 768 | ↘10 231 | ↗10 233 |
| 2012    | 2013    | 2014    | 2015  | 2016    | 2017    | 2018    | 2019    | 2020    |
| ↘10 204 | ↘10 109 | ↗10 127 | ↘9971 | ↘9915   | ↗10 005 | ↗10 090 | ↗10 151 | ↗10 486 |
| 2021    | 2023    |         |       |         |         |         |         |         |
| ↗11 066 | ↘10 518 |         |       |         |         |         |         |         |

## Объекты социальной сферы

### Детские сады
- Детский сад «Светлячок»[25]
- Детский сад «Островок»[26]
- Детский сад «Ласточка»[27]
- Детский сад «Сказка»[28]
- Детский сад «Ромашка»[29]
- Детский сад «Берёзка»
- Детский сад "Родничок"

### Школы
- Гимназия
- Средняя школа № 1
- Средняя школа № 2

### Дополнительное образование
- Детская школа искусств
- Центр творчества и воспитания

## Гостиницы
- Гостиница «Ноглики»[30]
- Гостиница «Северянка» — Ноглики — 2
- Гостиница <<Усадьба>>

## Экономика и промышленность
Экономика района базируется на использовании природных ресурсов. Главное градообразующее предприятие — ООО «РН-Сахалинморнефтегаз».С 2021 года всё активы ООО "РН-Сахалинморнефтегаз" переданы частной нефтяной компании "ННК-Сахалинморнефтегаз".
Электроэнергетика: 18 ноября 1999 года была сдана в эксплуатацию Ногликская газовая электростанция мощностью 48 мегаватт, фактическая выработка электроэнергии в 2018 году — 212,5 млн кВт·ч. Оборудование станции включает в себя 4 турбоагрегата мощностью по 12 МВт. Принадлежит АО «Ногликская газовая электрическая станция» (основной собственник — Сахалинская область). Планируется к выводу из эксплуатации после строительства в Ногликах новой газотурбинной электростанции мощностью 67,5 МВт, запланированного на 2021—2025 годы.
Связь: городские телефонные номера пятизначные. Основным оператором стационарной телефонии является филиал ОАО «Ростелеком Дальний Восток». Работают 5 операторов сотовой связи стандарта GSM: «МТС», «Билайн», «МегаФон», «Tele2» и «Yota».
Работают предприятия лесной, рыбодобывающей, строительной промышленности.

## Климат
Климат умеренный муссонный.
- Среднегодовая температура воздуха — −0,9 °C
- Относительная влажность воздуха — 77,3 %
- Средняя скорость ветра — 3,8 м/с

| Показатель                    | Янв.  | Фев.  | Март  | Апр. | Май  | Июнь | Июль | Авг. | Сен. | Окт.  | Нояб. | Дек.  | Год   |
| ----------------------------- | ----- | ----- | ----- | ---- | ---- | ---- | ---- | ---- | ---- | ----- | ----- | ----- | ----- |
| Абсолютный максимум, °C       | 0,9   | 3,5   | 11,9  | 21,4 | 30,6 | 32,8 | 33,6 | 33,3 | 28,6 | 22,3  | 11,8  | 2,4   | 33,6  |
| Средний суточный максимум, °C | −12,7 | −10,2 | −4,2  | 2,7  | 8,7  | 15,6 | 18,5 | 20,0 | 16,0 | 8,0   | −2,8  | −10,5 | 4,1   |
| Средняя температура, °C       | −17,4 | −15,5 | −9,4  | −1,6 | 3,7  | 9,5  | 13,1 | 14,7 | 10,9 | 3,6   | −7    | −14,9 | −0,9  |
| Средний суточный минимум, °C  | −21,5 | −20,4 | −14,5 | −5,2 | 0,1  | 5,2  | 9,4  | 11,1 | 7,0  | 0,1   | −10,6 | −18,8 | −4,8  |
| Абсолютный минимум, °C        | −40,1 | −37,4 | −31,6 | −25  | −8,6 | −2,8 | −0,7 | 0,4  | −3,8 | −12,4 | −28,2 | −36,9 | −40,1 |
| Норма осадков, мм             | 39    | 32    | 44    | 44   | 64   | 52   | 61   | 98   | 96   | 100   | 56    | 51    | 735   |
| Источник: Климат Ноглик       |       |       |       |      |      |      |      |      |      |       |       |       |       |

Летние температуры очень ровные, так уже в мае температура может достигать практически +31, но при этом в июле не достигала +34, в январе не исключен мороз -40 и слегка холоднее сорокаградусного, тогда как в декабре и феврале было не холоднее -37, за июль-август заморозки исключены, но порой под утро в июле-августе воздух может выхолодиться до температуры слегка превышающей 0, годовой перепад температуры составляет 73.7. Начало второй декады января 2024 года в Ногликах выдалось заметно холодным, 11 января похолодало до -32.9 С, что стало рекордом дня, 10 января с -31.9 до рекорда 2016 не хватило 1.1, 12 января с -32.9 также вышел едва не рекорд, несколько не хватило до -33.1 2003, по летним температурам Ноглики очень похожи на самые прохладные летние районы Коми.

## Транспорт

### Железнодорожный транспорт
В 1953 — 2006 годах в Ногликах работала станция узкоколейной железной дороги Оха — Ноглики — Катангли. Полное пассажирское сообщение по линии прекратилось в 1970-х годах (участок Даги — Оха), последний пассажирский маршрут Ноглики — Даги отменён в 1994 году. Ветка Ноглики — Катангли демонтирована в 1995 году, основной ход Ноглики — Оха демонтирован в декабре 2006 — мае 2007 года.
В 1979 году открылась станция Ноглики Сахалинского региона (на момент открытия отделения) Дальневосточной железной дороги. Имеется беспересадочное железнодорожное сообщение с Южно-Сахалинском пассажирским поездом: № 601/602/603/604.

### Аэропорт
Открыт 17 сентября 2007 года. Аэропорт начал работу с приёмки чартерных авиарейсов из Южно-Сахалинска, доставляющих вахты для работы по проектам «Сахалин-1» и «Сахалин-2» и приёмки вертолётов, обслуживающих морские платформы на шельфе Сахалина.

## Русская православная церковь
- Свято-Введенский православный храм, построенный в 2002 году.

## Достопримечательности
- Бюст Герою Советского Союза Петрову Григорию Петровичу в парке Победы.

Бюст Григорию Петровичу Петрову в парке Победы.

## Известные люди
- В посёлке родился композитор А. В. Новиков.
- В Ногликах проживает писатель Владимир Михайлович Санги